# おふく

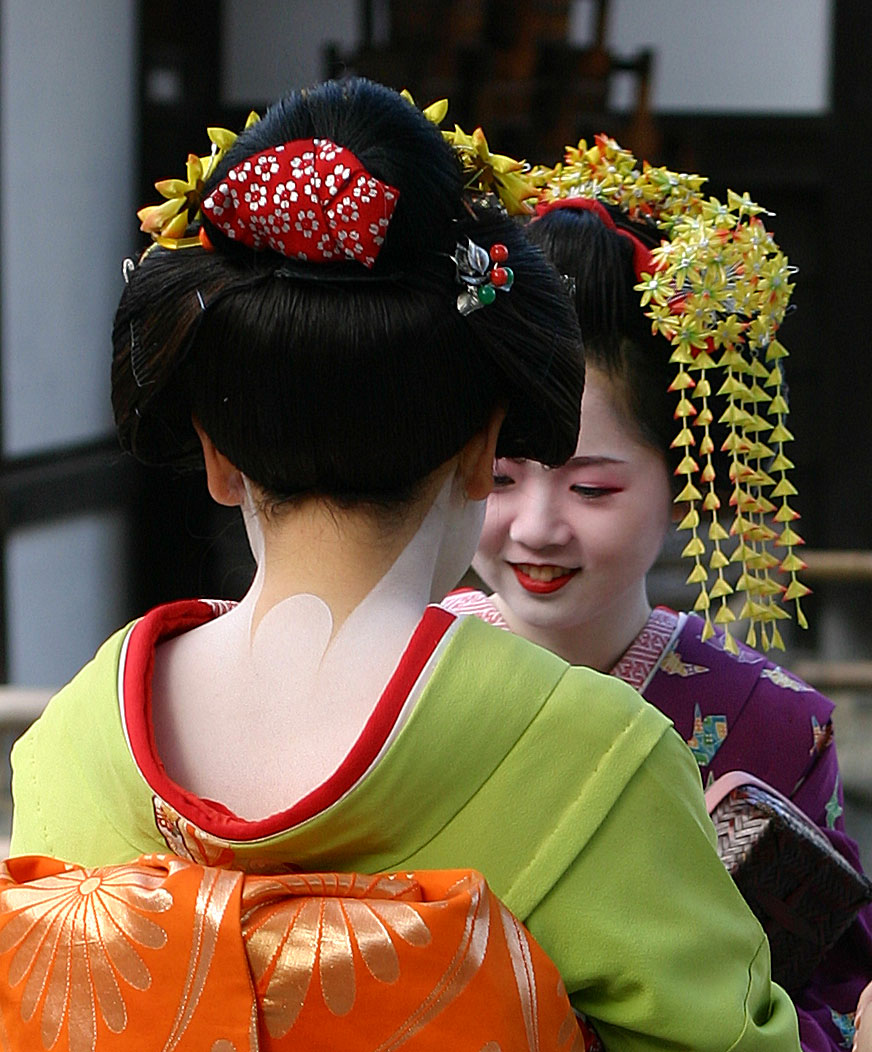
舞妓風のおふく

おふくは、もともと少女の髷として登場し現代は京舞妓に結われる髪型。吹髷（ふくわげ）とも言う。
見た目が大分異なるが、京都の嶋原太夫に結われているものも、構造的には違いはない。
勝山髷系統の髪型で、吹輪の派生。
初期は、大奥に勤める若い見習いの御殿女中に結われていたが、民間にも広まり華やかにアレンジされて現代の舞妓に結われている。
本項ではこの、舞妓の髪型を中心に扱う。
ちなみに年少の舞妓は割れしのぶを結うが、舞妓になって2〜3年ほど経ち、可愛らしい割れしのぶが似合わなくなった頃におふくに結い変る(髷替え)。芸妓になる1〜2ヶ月前から奴島田を、一週間ほど前になると先笄を結う。

## 特徴
最初は吹輪の輪を小さく平たく結ったものだったが、現在はこれに入れ毛をたっぷりと添えて髷を丸く整形する。
割れしのぶには髷の中に「ありまち鹿の子」という赤い絞りの縮緬を飾り、髷の上下を割って見せるが、こちらは銀箔を押した赤い縮緬を髷の下部分に留めるのが特徴。